# Эйкинс, Джордан
Джордан Никемиан Эйкинс (англ. Jordan Nikemian Akins, 19 апреля 1992, Локаст-Гроув, Джорджия) — профессиональный американский футболист, тайт-энд клуба НФЛ «Хьюстон Тексанс». С 2010 по 2013 год играл в бейсбол в системе клуба Главной лиги бейсбола «Техас Рейнджерс». 

## Биография
Джордан Эйкинс родился 19 апреля 1992 года в городе Локаст-Гроув в Джорджии. В 2009 году он окончил старшую школу Юнион Гроув, после чего намеревался продолжить обучение в университете Центральной Флориды. В 2010 году Эйкинс был выбран в третьем раунде драфта Главной лиги бейсбола клубом «Техас Рейнджерс». Он подписал контракт и в течение четырёх сезонов выступал в фарм-командах системы «Рейнджерс» на позиции аутфилдера. Суммарно в младших бейсбольных лигах Джордан сыграл 321 матч, выбил 24 хоум-рана и украл 42 базы. После завершения сезона 2013 года он принял решение закончить бейсбольную карьеру.

### Любительская карьера
Закончив играть в бейсбол, Эйкинс поступил в университет Центральной Флориды. В составе его команды в турнире NCAA он дебютировал в сезоне 2014 года. В играх чемпионата Джордан набрал 135 ярдов на приёме и 363 ярда на возврате. Перед началом сезона 2015 года его рассматривали как одного из стартовых ресиверов команды, но в первом же матче Эйкинс получил травму и пропусти почти весь чемпионат.
С сезона 2016 года тренеры перевели его на место тайт-энда. Он сыграл в тринадцати матчах чемпионата, семь начал в стартовом составе. По итогам года Джордан стал лучшим в команде по среднему количеству ярдов на приём мяча с показателем 15,1. Перед стартом футбольного турнира 2017 года он входил в число претендентов на Джон Мэки Эворд, награду лучшему тайт-энду NCAA. Эйкинс сыграл в основном составе во всех двенадцати играх «Найтс», завершивших сезон без поражений. По ходу сезона он установил личные рекорды по числу ярдов и тачдаунов на приёме, отличился в финальной игре конференции AAC. 

#### Статистика выступлений в NCAA
| Сезон | Команда   | Игры | Приём | Приём | Приём | Приём | Вынос | Вынос | Вынос | Вынос |
| Сезон | Команда   | Игры | Rec   | Yds   | Y/A   | TD    | Att   | Yds   | Y/A   | TD    |
| ----- | --------- | ---- | ----- | ----- | ----- | ----- | ----- | ----- | ----- | ----- |
| 2014  | ЮСФ Найтс | 13   | 12    | 135   | 11,3  | 0     | 0     | 0     | 0,0   | 0     |
| 2015  | ЮСФ Найтс | 3    | 14    | 152   | 10,9  | 2     | 0     | 0     | 0,0   | 0     |
| 2016  | ЮСФ Найтс | 13   | 23    | 347   | 15,1  | 2     | 0     | 0     | 0,0   | 0     |
| 2017  | ЮСФ Найтс | 12   | 32    | 515   | 16,1  | 4     | 0     | 0     | 0,0   | 0     |
| Всего | Всего     | 41   | 81    | 1 149 | 14,2  | 8     | 0     | 0     | 0,0   | 0     |

### Профессиональная карьера
Перед драфтом НФЛ 2018 года Эйкинс характеризовался скорее как ресивер, чем тайт-энд. К его сильным сторонам относили атлетизм, высокую скорость, возможность бороться с лайнбекерами за счёт своих габаритов, а также опыт игры в профессиональном бейсболе. Недостатками называли нехватку мощи для игры в качестве блокирующего на линии скриммиджа, отсутствие каких-либо выдающихся качеств и тот факт, что в студенческом футболе он переигрывал оппонентов, полагаясь на свой атлетизм. Сомнения у команд лиги мог вызвать и солидный для новичка возраст: на драфт Эйкинс вышел в 26 лет. Обозреватель сайта Bleacher Report Мэтт Миллер сравнивал его с тайт-эндом «Лос-Анджелес Чарджерс» Вирджилом Грином и прогнозировал ему выбор в шестом раунде.
На драфте Эйкинс был выбран клубом «Хьюстон Тексанс» в третьем раунде. В мае он подписал с командой контракт. Свой дебютный сезон в НФЛ он завершил с 17 приёмами на 225 ярдов, при этом тренеры задействовали его на различных позициях в нападении, стремясь получить максимальную пользу от действий Джордана против менее габаритных игроков секондари и медленных лайнбекеров. В 2019 году Эйкинс принял участие в шестнадцати матчах команды в регулярном чемпионате, девять начал в стартовом составе. Он сделал 36 приёмов мяча на 418 ярдов и занёс два тачдауна. Также он существенно прибавил в наборе ярдов после приёма мяча, улучшив этот показатель в два раза — со 123 до 246 ярдов. 

#### Статистика выступлений в НФЛ

##### Регулярный чемпионат
| Сезон | Команда         | Игры | Приём | Приём | Приём | Приём | Вынос | Вынос | Вынос | Вынос |
| Сезон | Команда         | Игры | Rec   | Yds   | Y/A   | TD    | Att   | Yds   | Y/A   | TD    |
| ----- | --------------- | ---- | ----- | ----- | ----- | ----- | ----- | ----- | ----- | ----- |
| 2018  | Хьюстон Тексанс | 16   | 17    | 225   | 13,2  | 0     | 0     | 0     | 0,0   | 0     |
| 2019  | Хьюстон Тексанс | 16   | 36    | 418   | 11,6  | 2     | 0     | 0     | 0,0   | 0     |
| 2020  | Хьюстон Тексанс | 4    | 14    | 168   | 12,0  | 1     | 0     | 0     | 0,0   | 0     |
| Всего | Всего           | 36   | 67    | 811   | 12,1  | 3     | 0     | 0     | 0,0   | 0     |

##### Плей-офф
| Сезон | Команда         | Игры | Приём | Приём | Приём | Приём | Вынос | Вынос | Вынос | Вынос |
| Сезон | Команда         | Игры | Rec   | Yds   | Y/A   | TD    | Att   | Yds   | Y/A   | TD    |
| ----- | --------------- | ---- | ----- | ----- | ----- | ----- | ----- | ----- | ----- | ----- |
| 2018  | Хьюстон Тексанс | 1    | 2     | 8     | 4,0   | 0     | 0     | 0     | 0,0   | 0     |
| Всего | Всего           | 1    | 2     | 8     | 4,0   | 0     | 0     | 0     | 0,0   | 0     |